# ザ・ドリフターズの極楽はどこだ!!
『ザ・ドリフターズの極楽はどこだ!!』（ザ・ドリフターズのごくらくはどこだ）は、1974年に制作されたドリフターズ主演の「ザ・ドリフターズシリーズ」第1作で松竹ドリフ映画第14作。同時上映は『男はつらいよ 寅次郎子守唄』。
渡辺祐介最後のドリフ映画。

## ストーリー
「城北花環製造販売」勤務の万年係長・黒木長作は15年前に妻に先立たれ息子・一作と娘・花子（沢田雅美）を男手一つで育ててきた。しかし一作は5浪中で大学へ行く気もなくなり、父の目を盗んでは友人・サブとともにジャズバンドの練習に浮かれていた。ある日、長作は馴染みのスナック「久美」のママ（篠ヒロコ）が金策に困っていることを知って、定年退職金の前借を社長（玉川良一）に申し出たが、退職金は一作がバンド結成資金にするため言葉巧みに前借してしまった後だった。怒った長作はヤケになって家出し、居酒屋を営む戦友・赤垣（佐野浅夫）の家に厄介になるが、ある夜、赤垣は持病が突如悪化し急死してしまう。不幸が続き、希望を失った長作は、ついに遺書をしたため自殺を決意するが……。

## スタッフ
- 製作：沢村国雄
- 原作・監督：渡辺祐介
- 脚本：下飯坂菊馬・渡辺祐介
- 撮影：吉川憲一
- 美術：森田郷平
- 音楽：木下忠司
- 録音：鈴木功
- 調音：小尾幸魚
- 照明：佐久間丈彦
- 編集：寺田昭光
- 監督助手：白木慶二
- 製作主任：浜尾鈞
- 装置：川添善治
- 装飾：宗田八郎
- 衣裳：松竹衣裳
- 現像：東洋現像所
- 進行：福山正幸

## キャスト
- 黒木長作（花環屋の係長）：いかりや長介
- 黒木一作（長作の息子）：加藤茶
- 黒木花子（長作の娘）：沢田雅美
- サブ（一作の悪友）：志村けん
- メリ子（一作の恋人）：ホーン・ユキ
- 令子（メリ子の友人）：関いづみ
- 美代（メリ子の友人）：石原亜希子
- 節子（花環屋の社員）：ひろみどり
- 久美（スナックのママ）：篠ヒロコ
- 透（久美の弟）：森田健作
- 妙子（スナックの店員）：秋谷陽子
- 中山（花環屋の部長）：仲本工事
- 丸田太〔まるた・ふとし〕（花環屋の社員）：高木ブー
- 川上鉄蔵（花環屋の社長）：玉川良一
- 葬儀屋：芦屋雁之助
- 赤垣源造（長作の戦友）：佐野浅夫
- 熊沢（黒木家の間借人）：豊岡豊
- キン子（丸田の姉）：菅井きん
- お向かいの真理ちゃん：天地真理
- 極楽島の女王：アン・ルイス
- 歌手（一作バンドの前座）：キャンディーズ
- ルバング島の鬼軍曹：藤岡重慶
- 健一（久美の亭主）：北浦昭義
- 競輪場の焼そば屋：谷村昌彦
- 社員：須賀良、中川秀人、小森英明
- スナックのマスター：園田健二
- 中年夫婦：沖秀一、光映子
- 川上の女房：秩父晴子
- 花子の友人：藤田純子、菅原由紀
- バンドメンバー：松尾秀孝、木下亮、金子恒夫
- 極楽島の原住民：加島潤、たこ八郎、高利十一、大屋満、小田草之助、北竜介、志馬琢哉、羽生昭彦、アート・ガールズ
- 振付：西田幸男

## 挿入歌
- 「ドリフの極楽はどこだ」
作詞：添田さつき
替詞：渡辺祐介
作曲：Henry Clay Work
歌：ドリフターズ
- 「木枯らしの舗道」
作詞：山上路夫
作曲：森田公一
歌：天地真理
- 「なみだの季節」
作詞：千家和也
作曲：穂口雄右
歌：キャンディーズ
- 「フォー・シーズン」
作詞：なかにし礼
作曲：平尾昌晃
歌：アン・ルイス